# Treeing Feist
Treeing Feist är en hundras från USA. Den är en högbent terrier som avlades fram i södern genom att korsa terrier och jakthundar. Den används framförallt för jakt på ekorrar, tvättbjörnar, kaniner och hönsfåglar. Rasen erkändes av den alternativa amerikanska kennelklubben United Kennel Club (UKC) 1998.